# 褚簡寧
褚簡寧（英語：Michael Chugani），印度裔美國人，生於香港，是一名香港传媒工作者，曾任無綫新聞《清心直説》（Straight Talk）節目主持，亦曾經是《南華早報》、《頭條日報》、《信報財經月刊》的專欄作家。

## 簡歷
褚簡寧由香港本地家傭教曉廣東話，能說得一口字正腔圓的廣東話，但自身不諳中文，亦看不懂漢字。其兄為印度協會（英語：The India Association Hong Kong）前主席毛漢（英語：Mohan Chugani）。
他任職記者多年，曾為《南華早報》派駐倫敦報道中英香港前途談判。其後轉往美國華盛頓為《南華早報》及《信報財經新聞》報道政治新聞長達7年，再轉駐西雅圖5年。1990年代中，褚簡寧出任《英文虎報》編輯，其後轉職《東快訊》的總編輯，於東快訊停辦後任職亞視英語新聞部總編輯。
他曾採訪過的人物包括：陳方安生、前美國總統比尔·克林頓及吉米·卡特及前香港特首曾蔭權等等。
褚簡寧過去的立場多為支持建制派、香港政府，批評民主派，自2019年3月反修例運動以來，逐漸變為批評香港政府。2021年，移居美國。

## 事業發展
褚簡寧開始獲得更大知名度，始於他成為亞洲電視《時事縱橫》節目主持人。與過去只訪問居港外國人的主持人不同，他廣邀香港當地名人及政治人物參加節目，以英文討論時政，不少香港人通過此節目了解及認識香港名人的英語水平。他也曾經主持《Hot Topic》、《香江怒看》（与前立法会议员詹培忠合作主持）以及為《ATV焦點》擔任撰寫。2015年開始，亞視因資金緊絀而拖欠員工薪酬，節目播映受到影響。褚簡寧接受香港電台访问时表示：「雖曾向管理層提出讓這個有三十多年歷史的節目繼續，但亞視實在很困難，根本沒有人手繼續做；因為所有節目暫停，跟亞視已沒有關係，但也不是永遠停，若找到「白武士」便繼續做。」
2016年3月加盟無綫電視，成為《清心直說》節目主持人。
2021年4月宣布辭任節目《清心直說》主持，並停寫《南華早報》和《信報》專欄，僅保留《頭條日報》的專欄「又中又英」的撰寫工作。 2021年12月起在眾新聞開設專欄。

## 曾主持节目
- 時事縱橫（Newsline）（亞洲電視國際台）
- Hot Topic（亞洲電視本港台）
- 香江怒看（亞洲電視本港台／亞洲台）
- Backchat（香港電台第三台）
- 清心直説（Straight Talk）（無綫電視明珠台）
- 睇新聞.講英文（News Watch English）（無綫新聞台）

## 外部連結
- 一個記者的語言藝術
- 字簡義深 褚簡寧（页面存档备份，存于）
- 無綫新聞 - 專題節目 - 睇新聞，講英文（页面存档备份，存于）
- 褚簡寧@灼見名家（页面存档备份，存于）